# Guerdy J. Préval
Guerdy Jacques Préval (Port-au-Prince, 1950) è un pittore haitiano che vive e lavora a Montréal.

## Biografia
Guerdy Jacques Préval è nato a Port-au-Prince, Haiti, nel 1950. Giovanissimo, inizia la sua carriera frequentando corsi estivi di ceramica, poi di pittura presso l'Atelier Poto-Mitan, diretto dai pittori Tiga e Dorcély. In seguito, continua il suo apprendimento presso l'Athénée Studio Art, osservando lavorare artisti più grandi come Emmanuel Pierre-Charles e Valentin Iviquel che diventeranno presto suoi amici.
Nel 1972, Préval emigra a Montréal dove, parallelamente alla sua attività artistica, ottiene un Bachelor of Art ed una laurea in Studi dell'Arte all'Università del Québec a Montréal (UQAM). Nel 2001 egli espone la sua opera alla 49ª edizione della Biennale d'arte di Venezia.
Nel 2001 espone alla Biennale di Venezia.

## Opere
La pittura di Guerdy J. Préval, secondo lo storico dell'arte Carlo A. Célius, «evidenzia […] una passione per le belle forme, per i colori luminosi, un virtuosismo del tratto ed un'abilità nei giochi di costruzione spaziale che, tuttavia, non sfociano mai in un puro formalismo».
Infatti, esiste nella pittura di Préval una tensione permanente tra il figurativo e l'astratto che mira ad un unico obiettivo: rompere con un certo classicismo. Si ritrova nella sua opera un'alternanza di movimento e di spazi sordi o silenziosi, alla ricerca ora dei principi di forza e di fragilità dell'umano, ora dell'evocazione della Storia più immediata, quella del paese natale in particolare. Questa eco di una terra martoriata, Haiti, costituisce parte integrante dell'estetica di Préval.
Tuttavia, Préval rimane «un pittore del corpo». «È partendo dal corpo», sempre secondo Carlo A. Célius, «che si rivelano altri due tratti essenziali della sua opera: l'erotismo e l'onirismo, il primo come espressione della forma, il secondo come espressione dello spazio. Il corpo, il più delle volte femminile, reso erotico attraverso le sue posture, le forme, i simboli associati e le situazioni suggerite, scaturisce, agisce, si muove in uno spazio onirico… »
Préval ha avuto il privilegio di presentare le sue opere in giro per il mondo, attraverso mostre individuali o collettive, in particolare ad Hong Kong, Parigi, Venezia, Roma, Montréal, Toronto, New York, Miami, Boston, Santo Domingo, Port-au-Prince e Lagos. Le sue opere figurano in molti testi d'arte, tra cui, in particolare, Le Guide Vallée, la guida delle arti visive canadese.
Inoltre, Guerdy Jacques Préval conduce ricerche sulle espressioni culturali popolari haitiane che pubblica regolarmente sotto forma di opere ed articoli.
L'artista, che dopo alcuni tentativi di ritorno in patria vive a Montréal, ha ricevuto diversi premi e borse di sostegno alla creazione, attribuite dai due enti governativi canadesi: federale e provinciale.

## Riconoscimenti
- 2001: Espone la sua opera alla 49ª Biennale internazionale d'arte contemporanea di Venezia
- 1980: Unico artista contemporaneo ad aver esposto le sue opere a Place Royale, Québec, Canada
- 1976: Secondo classificato al concorso "Gouverneurs de la Rosée", Port-au-Prince, Haiti

## Mostre
Tra le mostre personali:
- 2003: "Entretien", Galleria Entre-Cadre (Montréal, Canada)
- 1995: "Peinture en extase", Galleria Entre-Cadre (Montréal, Canada
- 1994: "Souvenirs ankylosés", Galleria Entre-Cadre (Montréal, Canada)
- 1990: "Nuances", Institut Français d'Haïti (Port-au-Prince, Haïti)
- 1985: La Ataranza (Santo Domingo, Repubblica Dominicana)
- 1980: Place Royale (Québec, Canada)
- 1980: "Haiti-Diaspora", Université du Québec à Montréal (Montréal, Canada)
- 1979: Complexe Desjardins (Montréal, Canada)
- 1974: Mont-Tremblant (Québec, Canada)
- 1972: Athénée Studio Art (Port-au-Prince, Haïti)
- 1969: Accademia delle Belle Arti (Port-au-Prince, Haïti)

Tra le mostre collettive:
- 2005: Art Off the Main, Puck Building (New York, Stati Uniti)
- 2004: Art Off the Main, Puck Building (New York, Stati Uniti)
- 2004: Bank Street College of Education (New York, Stati Uniti)
- 2001: 49ª Biennale internazionale dell'arte contemporanea (Venezia, Italia)
- 2001: "I Pittori del Vudù", Istituto Italo-Latino-Americano (Roma, Italia)
- 2000: Bergeron Gallery (Ottawa, Canada)
- 1999: Galleria Carmel (Ottawa, Canada)
- 1989: "Festival Gallery" (Haïti)
- 1987; "Art Contemporain au Grand Palais" (Parigi, Francia)
- 1986: UNESCO (New York, Stati Uniti)
- 1983: International Festival of Arts (Montréal, Canada)
- 1977: Lee Garden (Hong Kong, Cina)
- 1976: Nazioni Unite (New York, Stati Uniti)
- 1976: Concorso "Gouverneurs de la Rosée", Galerie Nader (Port-au-Prince, Haiti)
- 1975: Columbia University's "New York World Fair" (New York, Stati Uniti)
- 1969: Accademia delle Belle Arti (Port-au-Prince, Haiti)

## Pubblicazioni
- Proverbes haïtiens illustrés, National Museums of Canada, Ottawa, 1985.
- Gérard Dupervil ou La Voix d'une génération, Ilan-Ilan éditeur, Sherbrooke, 1995.
- La Musique populaire haïtienne de l'ère coloniale à nos jours, éditions Histoires Nouvelles, Montréal, 2003.
- Histoire d'Haïti : la nôtre, éditions Histoires Nouvelles, Montréal, 2008.
- Histoire de la culture haïtienne, éditions Histoires Nouvelles, Montréal, 2012.
- Dialogue avec l'Histoire. Tome I. Pour mieux connaître le vrai visage de l'occupation américaine, de 1915 à nos jours, éditions Histoires Nouvelles, Montréal, 2017.
- Dialogue avec l'Histoire. Tome II. De la Croix du débarquement de Christophe Colomb et le pourquoi du débarquement des Marines américains, éditions Histoires Nouvelles, Montréal, 2017.
- D'un royaume à l'autre : le roi Coupé Cloué et ses héroïnes, éditions Histoires Nouvelles, Montréal, 2018.